# Пономарёв, Сергей Геннадьевич
Сергей Геннадьевич Пономарёв (род. 1 августа 1985, Петровск, Саратовская область) — российский футболист, игрок в мини-футбол. Выступал за сборную России по мини-футболу.

## Биография
Пономарёв начал заниматься футболом в 6 лет в своём родном городе Петровске. Первым тренером был Александр Иванович Штыров. Дорогу в мини-футбол ему открыл «Саратов». Спустя несколько лет Сергей стал одним из лидеров команды, начал вызываться в молодёжную сборную страны. И несмотря на то, что саратовская команда играла во втором дивизионе российского мини-футбола, в 2007 году Пономарёв получил приглашение из первой сборной России, в составе которой провёл два товарищеских матча в Иране.
Вскоре после игр за сборную его подписала московская «Дина». Однако закрепиться в ней у Сергея не получилось. Ещё два сезона он провёл в высшей лиге — один в составе «Саратова», другой в составе «Спартак-Щёлково».
Летом 2010 года Пономарёв перешёл в «Норильский никель».